# جون موهان
جون موهان (بالإنجليزية: John Mohan)‏ هو لاعب الجسر ‏ أمريكي، ولد في 1939.